# 大成橋鎮
大成橋鎮（たいせいきょうちん）は中華人民共和国湖南省長沙市寧郷市の鎮。

## 行政区画
- 大成橋社区
- 成功塘区
- 玉河村
- 玉新村
- 二泉村
- 梅鳴村
- 清泉村
- 鵲山村
- 永盛村

## 歴史
- 清代、三都四区は湖南省長沙府の管轄に属する。

- 1949年、大成郷、粟渓郷が、成功郷、玉堆郷、静林郷、玉堂郷、麻田郷として分離独立。その後、大成橋郷、成功塘郷と改称。

- 1995年、大成橋鎮に昇格。

## 経済

### 名物・特産品
- 石炭
- 西瓜

## 地理
大成橋鎮は寧郷市の東部に位置し、西北は喩家坳郷と、北は煤炭壩鎮と、東及び南東は壩塘鎮と、東は回竜鋪鎮と、南西は双鳧鋪鎮とそれぞれ接している。
- 河川：潙水河

## 教育
- 長龍小学
- 大成橋中学